# Sziszek-Monoszló megye
Sziszek-Monoszló megye (horvátul Sisačko-moslavačka županija) Horvátország középső részén fekszik, székhelye Sziszek.

## Közigazgatás
7 város és 12 község (járás) alkotja a megyét. Ezek a következők:
(Zárójelben a horvát név szerepel.)
Városok:
- Glinya (Glina)
- Horvátkosztanyice (Hrvatska Kostajnica)
- Kutenya (Kutina)
- Novszka (Novska)
- Petrinya (Petrinja)
- Popovacsa (Popovača)
- Sziszek (Sisak)

Községek (járások):
- Alsókukuruzari (Donji Kukuruzari)
- Dvor (Dvor)
- Gvozd (Gvozd)
- Horvátdubice (Hrvatska Dubica)
- Jaszenóc (Jasenovac)
- Laknok (Lekenik)
- Lipoleány (Lipovljani)
- Majúr (Majur)
- Mártonfalu (Martinska Ves)
- Szúnya (Sunja)
- Topuszka (Topusko)
- Nagyludina (Velika Ludina)